# Ex (Unix)
ex — розширення редактора ed, найзначнішим додаванням до якого є можливість екранного редагування. Редагування, орієнтоване на екранну обробку, є характерною особливістю редактора vi. На відміну від ed, ex має ряд можливостей для одночасної роботи з декількома файлами. Можна вказати редакторові список файлів в командному рядку і використовувати команду переходу до наступного файлу next (n) для роботи з ними по черзі.
Повний список команд можна прочитати на довідковій сторінці man.